# カルロス・パチャメ
カルロス・オスカール・パチャメ（Carlos Oscar Pachame, 1944年2月25日 - ）は、アルゼンチン・ブエノスアイレス州出身の元サッカー選手、現サッカー指導者。

## 来歴
1986年、メキシコでおこなわれたワールドカップにおいて、優勝したアルゼンチン代表のアシスタントコーチを務めた。1997年、アビスパ福岡の監督を務めた。

## 代表歴

### 試合数
- 国際Aマッチ 9試合（1967年-1969年）[1]

| アルゼンチン代表 | 国際Aマッチ | 国際Aマッチ |
| 年               | 出場        | 得点        |
| ---------------- | ----------- | ----------- |
| 1967             | 4           | 0           |
| 1968             | 0           | 0           |
| 1969             | 5           | 0           |
| 通算             | 9           | 0           |

## タイトル

### 選手時代
エストゥディアンテス・デ・ラ・プラタ
- プリメーラ・ディビシオンメトロポリターノ:1回（1967）
- コパ・リベルタドーレス:3回（1968、1969、1970）
- インターコンチネンタルカップ:1回（1968）
- コパ・インテラメリカーナ:1回（1969）